# مايكل ماسون
مايكل ماسون (بالإنجليزية: Michael Mason)‏ (28 يونيو 1971 بكاسل في ألمانيا - ) هو لاعب كرة قدم أمريكي في مركز الوسط. شارك مع منتخب الولايات المتحدة لكرة القدم. أما مع النوادي، فقد لعب مع كارل زايس يينا ونادي آلن ونادي سانت باولي ونادي هامبورغ وFC Gütersloh ‏ وKSV Baunatal ‏ ونادي هامبورغ 2 ‏ ونادي إلفرسبيرغ وغوترسلوه 2000 ‏ ونادي هسن كاسل.

## وصلات خارجية
- مايكل ماسون على موقع قاعدة بيانات كرة القدم.إي يو (الإنجليزية)
- مايكل ماسون على موقع ناشيونال فوتبول تيمز (الإنجليزية)
- مايكل ماسون على موقع عالم كرة القدم.نت (الإنجليزية)